# Margarita de Sicilia

Margarita de Sicilia (en italiano Margherita di Sicilia; alrededor de 1237-Fráncfort del Meno, 8 de agosto de 1270) fue hija primogénita de Federico II Hohenstaufen y de su tercera mujer Isabel de Inglaterra.

## Biografía
Se casó en 1253 con Alberto II de Meissen. De esta unión nacieron:
- Enrique (1256-1282);
- Federico I de Meissen (1257-1323);
- Teodorico (1260-1307);
- Margarita (1262-1373);
- Inés (1264-1332);

Margarita de Sicilia, especialmente tras el matrimonio con su marido, reforzó los lazos entre el reino de Sicilia y Alemania, poseyendo además numerosos feudos en Sicilia y Catania. En cuanto descubrió el adulterio de su cónyuge con Cunegunda de Eisenberg, el 24 de junio de 1270 abandonó el castillo de Wartburg, se dice que mordió a su hijo Federico en la mejilla por la desesperación y en adelante se lo llamó Friedich der Gebissene (Federico el Mordido). Se retiró a Fráncfort del Meno, donde recibió el apoyo de sus ciudadanos. Murió allí seis semanas después.